# Metatrophis
Metatrophis là một chi thực vật thuộc họ tầm ma, Urticaceae.
Bao gồm các loài:
- Metatrophis margaretae, F. Brown